# Madhuca heynei
Madhuca heynei är en tvåhjärtbladig växtart som beskrevs av Herman Johannes Lam. Madhuca heynei ingår i släktet Madhuca och familjen Sapotaceae. Inga underarter finns listade i Catalogue of Life.